# Okręg wyborczy Birmingham Hall Green
Okręg wyborczy Birmingham Hall Green został utworzony w 1950 r. i wysyła do brytyjskiej Izby Gmin jednego deputowanego.

## Deputowani do Izby Gmin z okręgu Birmingham Hall Green
| Wybory | Deputowany        | Partia               |
| ------ | ----------------- | -------------------- |
| 1950   | Aubrey Jones      | Partia Konserwatywna |
| 1965   | Reginald Eyre     | Partia Konserwatywna |
| 1987   | Andrew Hargreaves | Partia Konserwatywna |
| 1997   | Steve McCabe      | Partia Pracy         |
| 2010   | Roger Godsiff     | Partia Pracy         |